# Balkányi Pál
Balkányi Pál (Budapest, 1894. március 11. – Budapest, 1977. február 25.) magyar eszperantista, bankár, nyelvész.

## Életpályája
Balkányi Miksa szakorvos és Janovitz Izabella (1872–1945) fia. Négy gimnáziumot követően felsőkereskedelmi érettségit szerzett és gyakornok volt budapesti cégeknél. 1912–1913 között katonai szolgálatot teljesített; megtanulta az eszperantó nyelvet. 1913–1914 között gyakornok volt német vállalatoknál. 1914-ben tizedesként vonult be; Szerbiába került erődítményásásra. Később hadnagy lett. Galíciába került, ahol századparancsnok lett 1917-ben. Innen Tirolba került. 1918-ban szerelt le Budapesten, de munkát nem talált. Forradalmi és tanácsköztársasági hivataloknál dolgozott. Csatlakozott a Giesswein által vezetett Országos Eszperantó Egyesülethez és részt vett a Munkások Eszperantó Egyesületének megalakításában. 1918 után megszervezett egy Nemzetközi Nyelv bizottságot. Közben a Közoktatási Népbizottságnál és a Szociális Termelésügyi Népbizottságnál mint eszperantó tanár is dolgozott. 1920-ban – amikor felvételek voltak a Magyar Általános Hitelbanknál – jelentkezett, tisztviselőnek vették fel; tisztviselői munkájából öt évet beszámítottak neki. 1930 után iparos, tanonc és szegény cserkészfiúkat tanított eszperantó nyelvre. Az Eszperantó Világszövetség magyarországi képviselője is volt. Belépett a PTOE-be. A Bankban a pénztárban, majd a deviza, tőzsde és pengőlevelezésben dolgozott több évtizedig. Kiscsoportvezetőnek nevezték ki; éveken át hozzá kerültek betanításra az új, fiatal tisztviselők. 1944-ben a bankból nyugdíjazták származása miatt. Feleségének köszönhetően mentesült a munkaszolgálatot alól, de édesanyja a holokauszt áldozata lett. 1945-ben ismét jelentkezett a Banknál szolgálatra, ahol eleinte romeltakarításban vett részt, majd a fióknál és a Hitelosztályban dolgozott. Csoportvezetői és címnélküli cégvezetői kinevezést kapott. 1946-ban belépett a szociáldemokrata pártba (MSZDP). 1946–1948 között az aláírást és okmányt ellenőrző csoport vezetője volt. 1948-ban a Magyar Nemzeti Bank pénzforgalmi osztályába vették fel. 1948-ban MDP tag lett.

## Magánélete
1927. december 14-én Budapesten, a Terézvárosban házasságot kötött Benkő Ilona képzőművésszel. Fiaik György és Imre,[forrás?] akik az iskola után tanulmányaikat megszakították; gyárakban voltak tanoncok, segédek.